# Животворящ източник (Кожани)
Вижте пояснителната страница за други значения на Животворящ източник.
Света Богородица Животворящ източник (на гръцки: Ιερός Ναός Ζωοδόχου Πηγής, Παναγίας) е православна църква в град Кожани, Егейска Македония, Гърция, част от Сервийската и Кожанска епархия. Подчинена е на енорията „Свети Константин“.
Храмът е разположен около аязмо в южната част на града в местност обрасла с чинари, от които до днес е оцелял само един. Построен е през XVII век и е третият по старост в Кожани след „Свети Димитър“ (1339) и „Свети Безсребреници“ (1612). Най-старото споменаване на църквата е ферман от 1709 година, който позволява ремонт на храма заедно с църквата на Светите Безсребреници. Така църквата е по-стара от „Свети Николай“ (1662) и е задоволявала нуждите на земеделците от южната част на Кожани.